# I cani di Kuenring
I cosiddetti cani di Kuenring (in tedesco Die Hunde von Kuenring) sono i due fratelli Hadmar III ed Enrico III della stirpe ministeriale austriaca dei Kuenringer, conosciuti anche come Raubritter.

## Origine e significato dell'epiteto
Il termine "cane" (Hund) era originariamente un epiteto onorevole per un cavaliere fedele al suo signore. Eufemia di Mistelbach portò questo appellativo da suo padre Enrico il Cane (Heinrich der Hund) nel suo matrimonio con Hadmar II von Kuenring, che passò dai Mistelbach ai Kuenringer, ma soprattutto ai figli di Eufemia, Hadmar e Enrico.
Quando i figli di Hadmar e di Eufemia insorsero contro il loro sovrano, il duca Federico II, l'epiteto cadde in discredito avendo tradito il loro signore, e fu usato anche in modo derisorio. Il nipote di Hadmar II fu inoltre deriso chiamandolo "cagnolino" (Hündchen).
L'epiteto è stato rivalutato nel XVI secolo quando gli storici hanno creduto che fosse un riferimento alla parentela dei Kuenringer con i Welfen, il cui capostipite Alberto Azzo II d'Este aveva lo stesso nome del capostipite dei Kuenringer, Azzo. Anche se questa ipotesi non è sostenibile, mostra comunque l'alta stima in cui erano tenuti i Kuenringer.